# Наумова, Лариса Ивановна
Елена Викторовна Насонова (род. 15 января 1945 года, Симферополь, Социалистическая советская республика Тавриды, СССР) — советский и российский художник, член-корреспондент Российской академии художеств (2011).
В 1961 году — окончила Севастопольскую художественную школу, в 1973 году — окончила Московский полиграфический институт.
С 1978 года — член Союза художников СССР, России.
В 1992 году являлась официальным художником от стран СНГ на Олимпийских играх в Барселоне.
В 2011 году — избрана членом-корреспондентом Российской академии художеств от Отделения живописи.

### Основные проекты и произведения
- «Мальчики в саду» х.м., 1991 г.
- Серия «Русский чай» х.м., 2000-2008 гг.
- «Обнаженная на балконе» х.м., 120Х80, 2007 г.
- «Мужчина с петухом» х.м.,110Х65, 2007 г.
- «Спас яблочный (голубой вариант)» х.м.,120Х100,2009 г.
- «Женщина, несущая петуха» х.м.,2010 г.
- «Утро Петра» х.м.,100Х100, 2012 г.
- «Дети под столом» х.м.,120Х100, 2013 г.

Произведения находятся в собраниях музеев и частных коллекциях в России и за рубежом.